# Canton de Saint-Philippe
Le canton de Saint-Philippe est un ancien canton de l'île de La Réunion, département d'outre-mer français de l'océan Indien. Il correspondait exactement à la commune de Saint-Philippe.

## Histoire
| Période                                                    | Période           | Identité        | Étiquette    | Qualité |
| ---------------------------------------------------------- | ----------------- | --------------- | ------------ | --- |
| Les données antérieures à 1955 ne sont pas encore connues. |                   |                 |              | |
| 1955                                                       | 196.              | Guy Hoarau      | DVD          | Médecin Maire de Saint-Joseph (1957-1989)                                                                                         |
| 196.                                                       | 1973              | Frantz Baret    | UDR          | Exploitant agricole Maire de Saint-Philippe (1945-1971)                                                                           |
| 1973                                                       | 1992              | Wilfrid Bertile | PS           | Maître de conférence Député (1981-1986) Maire de Saint-Philippe (1971-1989)                                                       |
| 1992                                                       | 1996 (annulation) | Hugues Salvan   | DVD puis UDF | Enseignant Maire de Saint-Philippe (1989-1996)                                                                                    |
| 1996                                                       | 1998              | Wilfrid Bertile | PS           | Maître de conférence Ancien député (1981-1986) Maire de Saint-Philippe (1971-1989 puis 1996-1997) Suppléant du député Élie Hoarau |
| 1998                                                       | 2009 (démission)  | Hugues Salvan   | UDF puis UMP | Enseignant et directeur d'école Maire de Saint-Philippe (1989-1996 puis 2001-2008)                                                |
| mars 2009                                                  | 2011              | Didier Dalleau  | PS           | Commerçant Conseiller municipal de Saint-Philippe                                                                                 |
| 2011                                                       | 2015              | Olivier Rivière | DVD          | Attaché territorial Maire de Saint-Philippe (depuis 2009)                                                                         |